# Grigorij Szczedrin
Grigorij Iwanowicz Szczedrin (ros. Григорий Иванович Щедрин, ur. 18 listopada?/1 grudnia 1912 w Tuapse, zm. 7 stycznia 1995 w Moskwie) – radziecki wojskowy, oficer sił podwodnych Marynarki Wojennej ZSRR, wiceadmirał, w okresie II wojny światowej dowódca okrętu podwodnego S-56 wsławiony udanymi akcjami na wodach Arktyki, Bohater Związku Radzieckiego.

## Życiorys
Grigorij Iwanowicz Szczedrin ukończył w 1932 roku technikum morskie w Chersoniu, pracował jako młodszy oficer na statkach pływających po Morzu Czarnym. Powołany w 1934 roku do służby w marynarce wojennej, trzy lata później ukończył kurs dowodzenia okrętami podwodnymi. Przydzielony do Floty Oceanu Spokojnego był oficerem na Szcz-114, następnie dowodził M-5 oraz Szcz-110. Od 1939 roku był członkiem partii komunistycznej. W listopadzie 1940 roku został mianowany dowódcą wyposażanego w stoczni we Władywostoku nowego okrętu podwodnego S-56.
Od października 1942 do marca 1943 roku uczestniczył ze swoją jednostką w rejsie sześciu okrętów podwodnych z Oceanu Spokojnego na Morze Arktyczne. Działając w składzie Floty Północnej odbył osiem patroli bojowych, zatapiając (według zweryfikowanych na podstawie badań niemieckich archiwów danych) dwa statki i dwa okręty wojenne przeciwnika. 5 listopada 1944 roku został uhonorowany tytułem Bohatera Związku Radzieckiego.
Po zakończeniu wojny pozostał w służbie, dowodząc między innymi 2 Brygadą Okrętów Podwodnych na Morzu Bałtyckim, 1 Brygadą Okrętów Podwodnych Floty Północnej oraz bazą marynarki radzieckiej w Świnoujściu (1950–1953). W 1951 roku awansował do stopnia kontradmirała, trzy lata później ukończył Akademię Sztabu Generalnego im. Woroszyłowa, następnie do 1959 roku dowodził Flotyllą Kamczacką. Od 1955 roku w randze wiceadmirała. W latach 60. został oddelegowany do pracy sztabowej, od 1969 roku był redaktorem naczelnym pisma „Morskoj sbornik”. Przeszedł w stan spoczynku w 1973 roku.
Był autorem książek: Podwodniki (Подводники, 1962), Pietropawłowskij boj (Петропавловский бой, 1965), Pod głubinnymi bombami (Под глубинными бомбами, 1967), Na bortu S-56 (На борту C-56, 1982), Wiernost' prisiagie (Верность присяге, 1985).
Został odznaczony między innymi Orderem Lenina, czterokrotnie Orderem Czerwonego Sztandaru, Orderem Nachimowa II klasy, Orderem Wojny Ojczyźnianej I klasy, Orderem Czerwonego Sztandaru Pracy, Orderem Czerwonej Gwiazdy. Był honorowym obywatelem rodzinnego Tuapse oraz miast Pietropawłowsk Kamczacki i Chersoń.
Zmarł w 1995 roku w Moskwie i został pochowany na cmentarzu Chimkinskoje.